# Heřmaň (Píseki járás)
Heřmaň település Csehországban, Píseki járásban. Heřmaň Skály, Putim, Ražice, Protivín és Písek településekkel határos. Lakosainak száma 309 fő (2024. január 1.).

## Népesség
A település lakosságának változását az alábbi diagram mutatja:
| Lakosok száma | 545  | 542  | 571  | 415  | 295  | 216  | 276  | 275  | 276  | 309  |
|               | 1869 | 1890 | 1921 | 1950 | 1980 | 2001 | 2017 | 2019 | 2022 | 2024 |